# Augustus John

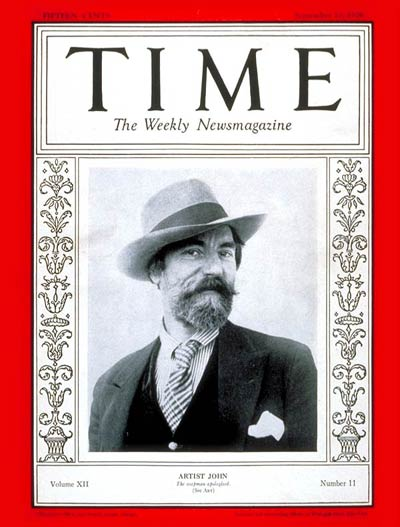
Augustus John pe coperta revistei Times

Augustus Edwin John (n. 4 ianuarie 1878, Tenby⁠(d), Țara Galilor, Regatul Unit al Marii Britanii și Irlandei – d. 31 octombrie 1961, Fordingbridge, Anglia, Regatul Unit) a fost pictor, desenator și gravor galez, fratele mai mic al artistei plastice Gwen John (1876 – 1939).
Pentru o bună vreme a fost considerat cel mai important artist care a lucrat în Marea Britanie. Astfel, Virginia Woolf a remarcat că până în 1908 fusese era lui John Singer Sargent și Charles Wellington Furse, care „s-a încheiat. Augustus John se zărea.”